# Pierre Girard (peintre)
Ne pas confondre avec Pierre Girard, un sculpteur du XIVe siècle.
Ne pas confondre avec Pierre Léon Girard, un peintre.
Pour les articles homonymes, voir Pierre Girard (homonymie) et Girard.
Pierre Girard, né le 29 avril 1806 à Paris et mort à Paris 17e le 1er août 1872, est un peintre français de paysages, élève d'Antoine-Jean Gros.

## Biographie
Pierre Girard est né en 1806 à Paris,. Il est élève d'Antoine-Jean Gros,. Il expose ses tableaux au Salon de 1827 à 1872,. Sa première œuvre exposée au Salon est intitulée Paysage composé, effet de soleil couchant,. Il remporte au concours de l'Académie des beaux-arts en 1830, la deuxième médaille de paysage historique. Il est récompensé de la médaille d'argent au Prix de Rome en 1833, pour Ulysse et Nausicaa.
Napoleon Orda étudie la peinture dans son atelier.
Le fils de Pierre, Paul-Albert Girard (1839-1920), est aussi un peintre.
Pierre Girard meurt le 30 juillet 1872, dans son domicile parisien au 193 boulevard Malesherbes à l'âge de soixante-six ans. Il est inhumé le 3 août 1872 en l'église Sainte-Marie des Batignolles.

## Œuvres
- Paysage composé, effet de soleil couchant, Salon 1827[3],[6].
- Ulysse et Nausicaa, médaille d'argent au Prix de Rome en 1833[6].
- Le musée du Luxembourg conserve une œuvre de lui[4].
- Vue du palais des Césars, sur le mont Palatin, aquarelle, Musée national du Luxembourg (France)[11]
- Le Colisée vu du Mont Palatin, aquarelle, 1864, Musée du Louvre[12].
- Le soleil couchant à Paestum, vers 1848, huile sur toile, 130 x 82,5 cm, Musée des Beaux-Arts d'Orléans[13] .

## Récompenses
- Deuxième médaille de paysage historique au concours de l'Académie des beaux-arts en 1830[3].
- Deuxième Prix de Rome en 1833[14].